# Aleksandr Dokturishvili
Aleksandr Dokturishvili (n. 22 mai 1980, Tbilisi, Republica Sovietică Socialistă Gruzină, URSS) este un luptător ce a reprezentat Georgia, medaliat olimpic. A participat la o ediție a Jocurilor Olimpice (2004) în care a câștigat o medalie de aur.